# Année sainte
 (juillet 2010).
Si vous disposez d'ouvrages ou d'articles de référence ou si vous connaissez des sites web de qualité traitant du thème abordé ici, merci de compléter l'article en donnant les références utiles à sa vérifiabilité et en les liant à la section « Notes et références ».

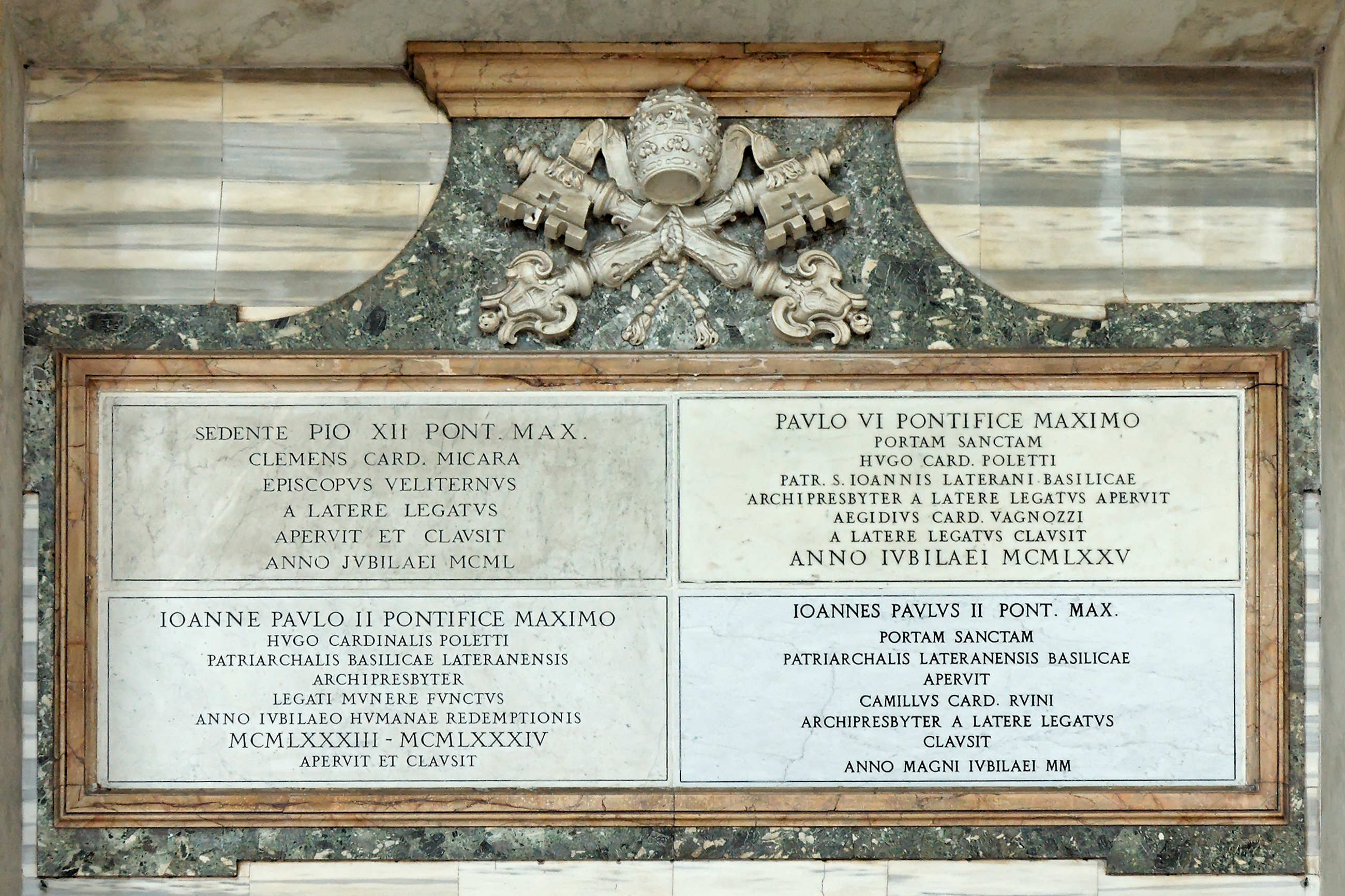
Plaques commémorant l'ouverture et la fermeture de la Porte sainte par Pie XII (1950), Paul VI (1975) et Jean-Paul II (1983-1984 et 2000), basilique Saint-Jean de Latran à Rome

Une année sainte ou jubilé est, dans l'Église catholique, une célébration ayant lieu tous les 25 ans, destinée à raviver la foi des fidèles et à encourager les œuvres de charité. Exceptionnellement, le pape peut décider d'un jubilé lors d'autres occasions,.
Durant cette année, l'indulgence plénière est accordée à certaines conditions : confession, communion sacramentelle, aumônes ou autres œuvres et le pèlerinage de Rome qui implique la visite des quatre basiliques majeures de Rome. Ces conditions sont généralement précisées dans la bulle d'indiction promulguée par le pape qui fixe également les dates d'ouverture et de clôture de l'Année sainte.
L'Année sainte est donc un temps de conversion, de pénitence, de pardon et de rémission des peines temporelles encourues pour le péché. C'est aussi, par conséquent, une année de liesse et d'action de grâce.
L'Année sainte puise son symbolisme dans le jubilé juif, prescrit tous les cinquante ans (Lévitique 25:8–55), par lequel les juifs célébraient leur libération de l'exil à Babylone avec la remise des dettes et l'affranchissement des esclaves.
Au XXe siècle, Pie XI et Jean-Paul II ont ajouté des années saintes extraordinaires, respectivement en 1933 et en 1983 pour célébrer la mort et la résurrection de Jésus.

## Le premier jubilé catholique
Le premier jubilé formellement organisé par la papauté fut celui décrété en 1300 par le pape Boniface VIII, invitant les chrétiens à se rendre à Rome pour bénéficier de l'indulgence plénière accordée auparavant aux Croisés car la perte du royaume de Jérusalem rendait difficile le pèlerinage à Jérusalem et développait fortement celui de Rome. À cette époque, des rumeurs couraient selon lesquelles une indulgence générale était accordée tous les cent ans. Le mot de « jubilé » était déjà dans l'air du temps. Le dominicain Humbert de Romans, dans un sermon de 1267, déclarait ainsi : « Voici maintenant le jubilé, non pas celui des juifs mais des chrétiens, tellement meilleur. » De même, dans la Chronique d'Albéric de Trois-Fontaines, le mot fut utilisé pour désigner la croisade d'Innocent III contre les Albigeois.
Le 22 février 1300, fête de la chaire de saint Pierre, Boniface VIII promulgue la bulle d'indiction Antiquorum habet fida relatio. Il y institue l'Année sainte et précise les conditions de l'indulgence : être en état de grâce (renoncement au péché, après confession et absolution), avoir visité les basiliques de Rome, Saint-Pierre et Saint-Paul-hors-les-Murs, ainsi devenues les deux premières basiliques majeures. Les chiffres donnés par les chroniqueurs médiévaux sont apparemment extravagants : ils s'échelonnent de 200 000 personnes à deux millions. Dante note néanmoins que la densité de la foule obligea à aménager un sens unique sur le pont Saint-Ange, près du Vatican.

## Jubiléin Perpetuum
Le Jubilé in perpetuum se réfère à la possibilité, accordée par le Saint-Siège, de célébrer périodiquement et sans interruption une Année Jubilaire dans certains lieux reconnus comme des centres de renouveau spirituel et d'importance particulière pour la foi catholique[réf. souhaitée].
Ce privilège a été accordé à neuf lieux qui peuvent célébrer leur Jubilé de façon perpétuelle. Ces lieux sont : Jérusalem, Rome, Saint-Jacques-de-Compostelle, le Monastère de Santo Toribio de Liébana, le Monastère Royal de Santa Maria de Guadalupe, Caravaca de la Cruz, Urda, Valence et Ávila.

## Liste des Années saintes
1. 1300 : Boniface VIII
2. 1350 : Clément VI

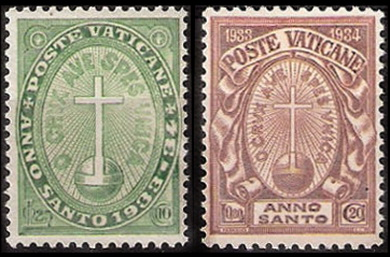
Timbres de 1933.

3. 1390 : décrétée par Urbain VI, présidée par Boniface IX
4. 1400 : Boniface IX
5. 1425 : Martin V
6. 1450 : Nicolas V
7. 1475 : décrétée par Paul II, présidée par Sixte IV
8. 1500 : Alexandre VI
9. 1525 : Clément VII
10. 1550 : décrétée par Paul III, présidée par Jules III
11. 1575 : Grégoire XIII
12. 1600 : Clément VIII
13. 1625 : Urbain VIII
14. 1650 : Innocent X
15. 1675 : Clément X
16. 1700 : décrétée par Innocent XII, présidée par Clément XI
17. 1725 : Benoît XIII
18. 1750 : Benoît XIV
19. 1775 : décrétée par Clément XIV, présidée par Pie VI
20. 1825 : Léon XII
21. 1875 : Pie IX (sans grande solennité)
22. 1900 : Léon XIII
23. 1925 : Pie XI
24. 1933 : décrétée par Pie XI pour célébrer le 19e centenaire de la résurrection du Christ
25. 1950 : Pie XII
26. 1975 : Paul VI
27. 1983 : Jean-Paul II
28. 2000 : Jubilé de l'an 2000 décrété par Jean-Paul II
29. 2016 : à l'occasion du Jubilé de la Miséricorde décrété par François[4]
30. 2025 : Jubilé 2025, sur le thème « Pèlerin d’Espérance » décrété par François[5]